# OnePlus 5T
Le OnePlus 5T est un smartphone produit et vendu par la société OnePlus, commercialisé le 21 novembre 2017,. Il fonctionne sous le système d'exploitation Android, avec la surcouche OxygenOS, et est livré initialement avec la version 7.1.1 Nougat. Une mise à jour vers Android 10 est disponible. Ce smartphone est désormais[Quand ?] indisponible à l'achat en magasin et en ligne.

## Lancement
Sorti le 21 novembre 2017, il est critiqué car sorti seulement 5 mois après son prédécesseur, le OnePlus 5,.

## Particularité
L'une des principales particularités de ce smartphone est qu'il utilise une version dérivée d'Android, OxygenOS, descendant directement de CyanogenMod.

## Caractéristiques

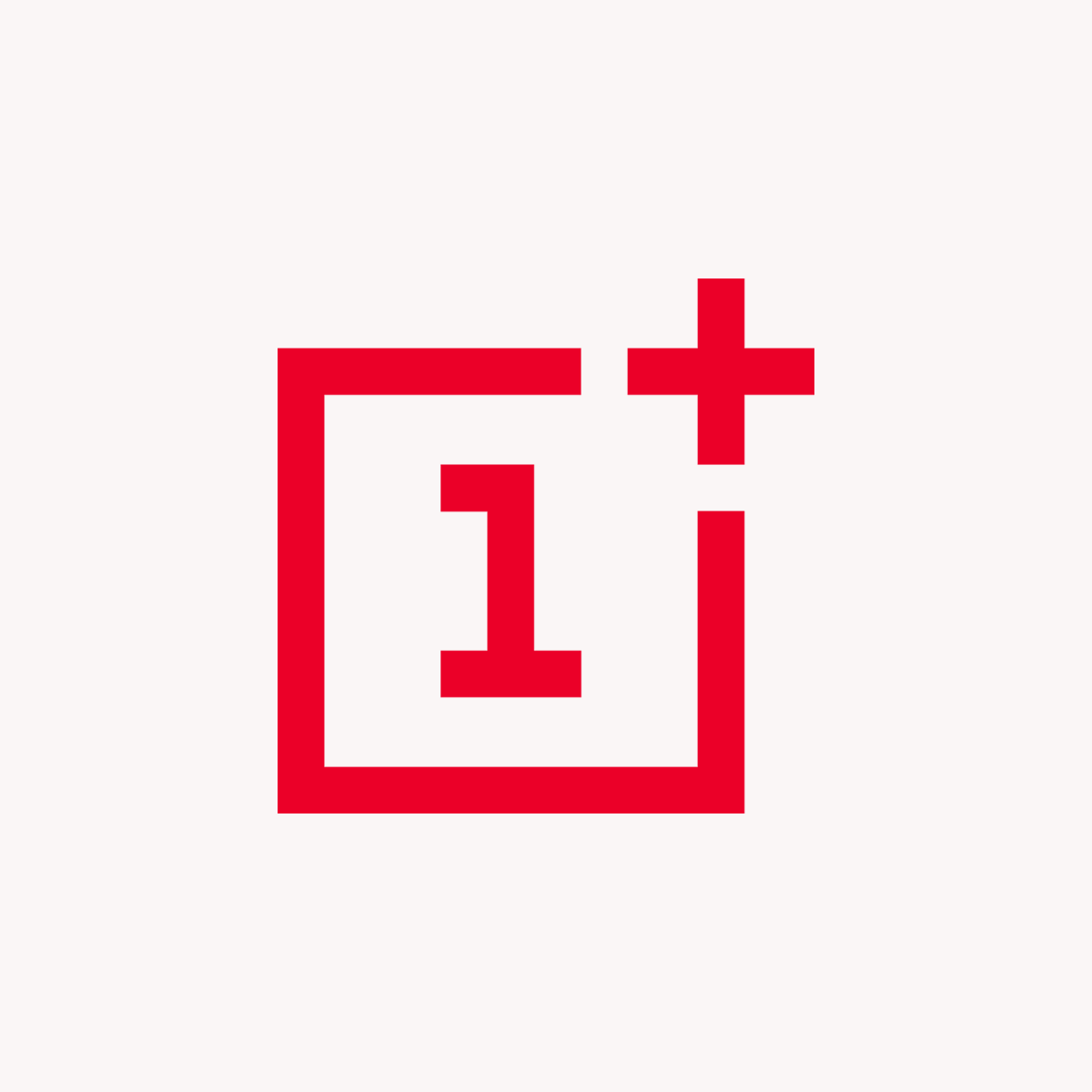
Logo de l'entreprise OnePlus

| Prix de lancement | 64 Go : 499 € 128 Go : 559 € |
| OS                | OxygenOS, Android 7.1.1 mis à jour vers Android 10                                                                                      |
| Écran             | Écran OLED 6,01 pouces |
| Processeur        | Processeur Octo-Cœur Qualcomm Snapdragon 835 de 2,45 GHz                                                                                |
| GPU               | Adreno 540 |
| Stockage          | 64 Go ou 128 Go UFS 2.1 |
| Mémoire vive      | 6 ou 8 Go LP-DDR4X |
| Batterie          | Batterie Lithium Ion 3 300 mAh |
| 4G                | Catégorie 16 (1 Gbit/s descendant/150 Mbit/s montant)                                                                                   |
| Wi-Fi             | Wi-Fi a/b/g/n/ac |
| Appareils photo   | Double capteurs avant 16 (Sony IMX 398) Mpxels f/1.7 et 20 Mpx (Sony IMX 376K) f/1.7 et capteur arrière 16 Mpx                          |
| Capteurs          | Accéléromètre, Gyroscope, boussole, Capteur d'empreinte digital, Capteur de proximité, capteur de luminosité ambiante, GPS/Glonass, NFC |
| Dimensions        | 154 mm (h) 75 mm (l) 7,3 mm (p) |
| Poids             | 162 g |